# トバル2
『トバル2』（Tobal 2、トバル ツー）は、1997年4月25日にスクウェア（現スクウェア・エニックス）から発売されたPlayStation用3D対戦型格闘ゲーム。制作はドリームファクトリー。

## 概要
『トバルNo.1』の続編として発売された。前作とは異なり、日本国内のみの発売となった。約40万本を売り上げたが前作には及ばなかった。2007年1月25日には廉価版「レジェンダリーヒッツ」としてスクウェア・エニックスから再発売された。
前作はシェーディングをかけない角ばった生のポリゴンだったが、今作ではグーローシェーディングという技術を採用し、滑らかなキャラクターになっている。ジャストフレームコンボや奥義といった要素も追加された。
クエストモードをプレイするとキャラクターを増やすことができるため、総キャラクター数は100体以上にもなる。この数は格闘ゲームとしては前代未聞であった。
キャラクターデザインは前作に続き鳥山明が担当し、新キャラクターも登場する。
初回購入特典として、『ファイナルファンタジーVII』のイメージビデオが付属している。
2007年12月12日にはケータイゲームポータルサイト「スクエニモバイル」において、ケータイ向け対戦型格闘ゲーム『トバルM』が配信された。『トバル』シリーズのゲームシステムや世界観を踏襲しつつ、ケータイ用にアレンジされている。操作モードは携帯電話向けに片手で操作ができる「簡単操作モード」と本格的なバトルが楽しめる「通常操作モード」の2種類があり、「AI育成モード」や「AIサイバイバルモード」なども搭載されている。
前大会はグリンの優勝で幕を閉じ、200日後の地球暦2049年、闘技会「第99回 TOBAL No.1」の物語が惑星トバルを舞台に展開される。

## キャラクター

### デフォルトキャラクター
チュージ・ウー (CHUJI-WU)
声：緑川光
地球出身で、新中人の父と日本人の母の間に生まれる。年齢18歳、身長175cm、体重70kg。3歳の頃に両親を亡くし、4歳の頃に祖父、2歳年上の姉と共に惑星トバルに移り住んだ。学校に通いながら鉱山で働いている。前回大会ではグリンに敗れて優勝を逃す。新たな技を身につけて参加した。自分が働いている鉱山で勝手な採掘を始め、多くの労働者から職を奪ったカッツ財団の態度に腹を立て、グリンを当主だと思い込み因縁をつける。
派手な技が多い。奥義は気弾を前方に押し出す技。
鳥山の設定によると結構モテる格好良いヤツだが、本人は今のところ女の子に興味がないという。姉は美人であり、ウェイトレスをしている。
エポン (EPON)
声：鈴木麻里子
外見は地球人と変わらないが、惑星トバルの衛星の1つであるキッタイク星出身。年齢19歳、身長167cm（説明書では165cm）、体重50kg。普段は物静かだが強気な女性である。前大会は大きな目的を持たずに出場したが、謎の失踪を遂げた憎き父親を越えようという感情が無意識に働いていたかもしれないとされている。エポンの父親はかつて幼かった自分の病を治すためどうしてもお金が必要であり、闘技会で相手を再起不能にしてまで勝利し、優勝してスーパートバルマンになったことがあった。そんな父親を世間は卑怯者呼ばわりしたが、それが自分のためだったことを知り、父親の汚名を返上するために今大会に参加した。
パワーはないがスピードが速く、手数の多さで勝負する。奥義は気弾を押し出す技。
オライムス (OLIEMS)
声：戸谷公次
トバル生まれのキエンタック星人。年齢20歳、身長198cm、体重110kg。鳥人のような姿をしている。文学的で心優しい性格をしており、2人の子供と1個の卵の父親である。師匠はかつてキエンタック星格闘界の誇りだったが、トバルNo.1で完敗し「チキン野郎」と呼ばれ宇宙中の噂になっていた。オライムスは面倒見がよく地球人たちから尊敬を受けているが、師匠がチキン野郎と呼ばれていたことと、その外見から地球人に「ニワトリちゃん」と呼ばれている。師匠を破り、一族の誇りを汚した張本人がエポンの父親だと知り、その娘であるエポンを倒すことで名誉を回復するために大会に参加した。
発達した筋肉を生かした強力な打撃を得意とする。また、跳躍力が高く、遠くまでジャンプできる。奥義は頭のトサカを飛ばす技。
ホム (HOM)
声：田中一成
武術を学んだ作業用ロボット。製造年数21年、身長180cm（攻略本では203cm）、体重150kg。炭鉱で働くロボットとして生まれたが、フェイ・プウスーの弟子となり、格闘術を身につけた。前回大会で敗れた後は修行に明け暮れる毎日を送っていたが、調子が悪いためフェイにバカにされていると思い込み、磨いた技で師匠を見返すために大会に参加した。
トリッキーな技を使いこなす。前作に引き続き、特定のコマンドを入力すると機能停止する。奥義は光線を発射する技。
フェイ・プウスー (FEI-PUSU)
声：八奈見乗児
地球人で、台湾出身とされるが詳細は不明。年齢不詳（推定70歳ほど）、身長161cm、体重50kg。長年の修行をもとに自ら編み出した諸猛拳の使い手。第66回大会でウダン皇帝を倒して優勝し、史上2人目のナンバーワンの座についた格闘家。優勝したときに賞品としてもらったモルモラン鉱石「王者の石」をホムの動力源としていたが、最近調子が悪いホムの様子を見て新たな王者の石を得ることを決意し、大会に参加した。
年老いているが技の切れは健在で、スピードの速い技を繰り出す。奥義はバウンドする黒い玉を前方に飛ばす技。
イール・ゴガ (ILL-GOGA)
声：江川央生
惑星トバルの衛星の中で一番小さい星であるワコイバヤイ星の出身。年齢不詳、身長201cm、体重180kg。凶暴だが読書が趣味という一面を持ち、彼女もいる。グリンに一目ぼれした彼女の心を取り戻そうと、打倒グリンを目指して大会に参加した。
見た目どおりのパワーが自慢。尻尾を使った攻撃も強烈。奥義は衝撃波を発射する技。
マリー・イボンスカヤ (MARY-IVONSKAYA)
声：鈴木渢
地球人でロシア系フランス人。年齢33歳、身長189cm、体重140kg。男女混合で競うスーパープロレスのチャンピオン。大自然の中、農耕などで体を鍛えていた。格闘に明け暮れるグリンを心配したカッツ家の執事にグリンの優勝阻止を依頼され、経済的な余裕がないマリーは贈られた小切手の魅力に逆らえず、報酬を得るために大会に参加した。
プロレス仕込みの破壊力ある打撃・投げを得意とする。奥義は砲丸投げの要領で気弾を投げる技。
グリン・カッツ (GREN-KUTS)
声：神谷明
地球人で、イギリスの大富豪カッツ家の次男。年齢18歳、身長175cm、体重70kg。頭脳明晰で格闘技の天才。跡継ぎの勉強より武道を優先しており、忠実な執事が嘆くほどに格闘に没頭し、15歳で武道のチャンピオンになって以来無敗を誇っていた。前回大会では並み居るライバルたちを打倒し、スーパートバルマンの称号を手にしたが、ウダン皇帝に敗れナンバーワンにはなれなかった。今回は執事セバスチャンから闘技大会出場を激しく反対されていたが、トレーニング中にカッツ財団の不穏なうわさを聞き、真実を確かめるために大会に参加した。
切れ味鋭い技と多彩なコンビネーションが武器。奥義は足からブーメラン状の衝撃波を飛ばす技。
チャコ・ユタニ（湯谷茶子） (CHACO-YUTANI)
声：小松里歌
地球出身の宇宙パトロール隊員。年齢23歳、身長174cm、体重58kg。八極拳の使い手。惑星トバルから感知された邪悪な気を調査するために単身派遣された。様々な調査の結果、目をつけたカッツ財団の内情を探るため、自らの腕試しのため、同時に一目ぼれしたグリンに接近するために大会に参加した。
パワーはないがスピードが速くリーチが長め。奥義はハート型の弾を飛ばす技。
ドクターV (DOCTOR V)
声：銀河万丈
地球出身の天才医師でムエタイの使い手。年齢32歳、身長202cm、体重105kg。有名な外科医であり、故郷では並ぶ者のいないほどの武道家だった。医学の道を究めるために宇宙中を旅して研究を重ね、医学の古文書から王者の石が必要であることを知る。研究材料となる王者の石を手に入れるために大会に参加した。
技のリーチが長めで力も強め。ナジームスタンスというノーガード戦法をとることができる。奥義は気弾を前方に発射する技。
鳥山明が「一番カッコいいやつ」として描いたキャラクター。

### ボスキャラクター
ムーフー (MUFU)
声：龍田直樹
惑星トバルからやや離れたジャルング星の出身。年齢不詳、身長221cm、体重60kg（攻略本では160kg）。前回大会に続き参加。
リーチの長いパンチ・キックで相手を寄せ付けない。奥義は使えない。
怪人ノーク (NORK THE MYSTERIOUS)
声：佐藤正治
惑星トバルから遠く離れたイルドアーボ星の出身。年齢不詳、身長304cm、体重350kg。前回大会に続き参加。
破壊力がすさまじく、短時間で相手をねじ伏せる。前作とは異なり、ノークが使用可能になる。奥義は使えない。
ウダン皇帝 (EMPEROR UDAN)
声：沼田祐介
惑星トバル（本星）出身。年齢不詳、身長152cm、体重45kg。惑星トバルの支配者にして最強の格闘家。この大会の主催者。前回大会に引き続き最後の壁として挑戦者に立ちはだかる。
小柄な体格で切れ味鋭い技を次々と繰り出す。奥義は使えない。
惑星トバルの鉱山の町タガロを治めていたトリロル王から魔物退治を頼まれており、魔物の数があまりにも多いため大会で優秀な成績を残した格闘家を町に向かわせようと考えている。トバルでの闘いに慣れてもらうために今大会でのリング重力は惑星トバルのものに設定し、奥義使用も解禁している。

### 隠しキャラクター
チョコボ (CHOCOBO)
ファイナルファンタジーシリーズからのゲスト出演。クエストモードを進めると使用可能になる。
くちばしでつつく攻撃、足でのキックが主な攻撃手段。奥義は使えない。
ドッグ (DOG)
普通の犬。クエストモードを進めると使用可能になる。
前足、後足でのキックのほか、突進攻撃や噛み付き攻撃も使える。奥義は使えない。
開発スタッフは人間以外の動物を作ってみたかったと語っており、犬は前作の時から登場させたかった念願のキャラクターだという。
魔王マーク第1形態 (MARK THE DEVIL)
声：速水奨
魔物たちの親玉を名乗る人型の魔物。年齢不詳、身長不明、体重不明。トバル星古代史に最強伝説を残す戦士であり、ウダン皇帝を上回る強さを持つ。カポエイラのような動きで足技を繰り出す。
トバル星の鉱山に封印されていたが、カッツ財団の理事長が欲に目がくらんで無秩序に鉱山を掘りまくった結果、封印が解けて現代に蘇った。特別な力を秘めたモルモランを求め、大魔王復活と世界征服を目論む。クエストモードの遺跡ダンジョンで初めて姿を現す。
クエストモードを進めると使用可能になる。奥義は足からブーメラン状の衝撃波を飛ばす技。
魔王マーク第2形態 (MARK2)
封印の迷宮で倒された魔王マークが変身し、真の姿を現したもの。爬虫類系の顔と尾を持つ人型のモンスター。足技に加えて尻尾も振り回す。
クエストモードを進めると使用可能になる。奥義は口から光線を発射する技。
クエストモードの魔物たち
悪しき力に染まったものたち。ダンジョンの中でプレイヤーを待ち受ける。その種類は亜人種、人型ロボット、工作機械、トカゲ、恐竜、鳥など多彩。
恐竜はシッポ、鳥はくちばし、工作機械はドリルというように能力をフルに利用して襲ってくる。
オーマ (OHMA)
魔王マークが崇める宇宙の大魔王。クエストモードの最終ダンジョンである魔のほこら最下層に眠っている。風貌はマークに酷似しているが、攻撃範囲や防御力で大きく上回る。マーク同様、一度倒されるとオーマ2(OHMA 2)としてパワーアップする。
捕獲の石を使うと使用可能になる。
鳥山ロボ (TRIX)
前作にも隠しキャラクターとして登場した鳥山明が名前をTRIX（トリックス）に変えて登場。
トーナメントモードをモンスターでクリアすると使用可能になる。奥義は使えない。
別のメモリーカードからモンスターを出現させて戦わせることで、さらなる隠しキャラクターとして鳥山ロボに角が生えた「スーパートリックス(SUPER TRIX)」が登場する。

## システム
前作同様、リングを自由に動くことができる。上段攻撃、中段攻撃、下段攻撃というボタンが引き続き採用され、つかんでからのパンチ、キック、投げも健在である。
前作とは違い、リングの重力が惑星トバル固有のものに改められた。これによって相手を高く浮かせることができるようになった。
「ジャストフレーム」と呼ばれる技が存在する。この技はボタンを一定のタイミングで押さないと出ないので、出すのが難しい。
前作では使えなかった「奥義」と呼ばれる技を使えるようになった。この技は体力を消耗して攻撃力に変える技で、出るのが遅いがガードされることはない。
オプション設定を変更すればクエストモード以外の対戦をメモリーカードに保存できる。保存した試合は後で再生できる。

## トーナメント
選択したプレイヤーキャラクター以外のキャラクターと対戦を重ねていく。終盤にはムーフー、ノーク、ウダン皇帝という3体のボスが出現し、ウダン皇帝に勝利するとエンディングとなる。

## 対戦モード
2人で対戦することができる。使用できるキャラクターはトーナメント、クエストモードをプレイすると増やすことができる。クエストモードで使用可能になったモンスターは自分で操作して戦うほか、コンピューターに任せて戦うことができる。これを利用すると対コンピューター戦もできる。
他のメモリーカードからモンスターデータを読み出して使用したり、試合の記録データからモンスターを生み出して戦わせることもできる。

## トレーニングモード
技の動作確認などを行うモード。相手の動作はこちらからある程度指示できる。

## クエストモード
前作でも好評だったダンジョン探索モード「クエストモード」がさらに進化したもの。
トーナメントで好成績を残した格闘家がウダン皇帝に魔物退治の命を受け、ダンジョンに進入していく。
キャラクターを腕力・脚力など、体の部位別に成長させることができ、腕力を上げるとパンチが強くなり、脚力を上げるとキックが強くなる。
石を5個まで装備することができ、能力値を上げられる。石は装備するまで修正値がわからず、マイナス数値のついた呪われた石は白い薬を飲むまで外せない。
ダンジョン内には薬が出現し、種類によってさまざまな効果をもたらす。薬は自分で飲むほか、モンスターに投げつけても効果を発揮する。薬は一度使うまで種類がわからない。
薬・石同士をぶつけると合成ができる。石の場合は修正値をあわせることができ、薬の場合はまったく違う種類の薬を生み出すことができる。
行動するたびに満腹度が減っていき、これが0になると体力が減っていく。食料を食べることで満腹度を回復できる。
ダンジョン内には多数のモンスターが出現する。モンスターは赤い火の玉の姿をしていて、近づくと正体を現す。青白い火の玉の姿をしたモンスターは動き回っていて、不意をつかれることがある。モンスターが出現すると通路が封鎖されるため、モンスターから逃げることはできない。モンスターは弱らせてから「捕獲の石」を投げることによって捕まえることができ、クエストモード以外でプレイヤーキャラクターとして使用できる。

## スタッフ
- ディレクター / ゲームデザイン：石井精一
- プロデューサー：橋本真司
- メインプログラマー / ゲームデザイン：池淵徹
- キャラクターデザイン：鳥山明
- 音楽：中村隆之
- スーパーバイザー：坂口博信

## 関連商品
CD
- TOBAL2 Original Sound Track（デジキューブ、1997年4月21日）

ゲーム未収録曲を含む全20曲収録。
攻略本
- Vジャンプブックス ゲームシリーズ TOBAL2 プレイングマニュアル - 集英社、1997年6月3日、ISBN 978-4-08-108050-2
- Vジャンプブックス ゲームシリーズ TOBAL2 ザ・パーフェクト - 集英社、1997年7月11日、ISBN 978-4-08-108051-9